# چیتره
چیتره (به اسپانیایی: Chitré) یک منطقهٔ مسکونی در پاناما است که در استان اررا واقع شده‌است. چیتره ۹٬۰۹۲ نفر جمعیت دارد و ۲۴ متر بالاتر از سطح دریا واقع شده‌است.